# Zmarli w czerwcu 2010

## Czerwiec 2010
- 30 czerwca
  - Elliott Kastner, amerykański producent filmowy[1]
- 29 czerwca
  - Pietro Taricone, włoski aktor, mąż Kasi Smutniak[2]
  - Blair Barnes, kanadyjski hokeista[3]
- 28 czerwca
  - Bill Aucoin, amerykański producent i menadżer muzyczny[4]
  - Robert Byrd, amerykański polityk[5]
  - Krystyna Drążkiewicz, polska architekt, dyrektorka Państwowego Liceum Sztuk Plastycznych w Kole, członkini Rady ds. Szkolnictwa Artystycznego przy MKDIN[6]
  - Antoni Filcek, polski prawnik, sędzia Sądu Najwyższego i Trybunału Konstytucyjnego (1989–1992)[7]
  - Nicolas Hayek, szwajcarski przedsiębiorca, twórca firmy Swatch[8]
  - Michael Kirkham, amerykański zawodnik MMA[9]
  - Joya Sherrill, amerykańska wokalistka jazzowa[10]
- 27 czerwca
  - Ken Coates, brytyjski polityk, publicysta i socjolog, eurodeputowany III i IV kadencji (1989–1999)[11]
  - Perika Gjezi, albański aktor[12]
  - Tadeusz Koziołek, polski działacz partyjny, wicewojewoda pilski (1982–1987)[13]
  - Andreas Okopenko, austriacki pisarz[14]
- 26 czerwca
  - Algirdas Brazauskas, litewski polityk, premier i prezydent Litwy[15]
  - Wasyl Jewsiejew, ukraiński piłkarz, trener[16]
  - Marian Skowerski, polski polityk, inżynier chemik i dyplomata, dyrektor Instytutu Chemii Przemysłowej, wiceminister przemysłu chemicznego i lekkiego (1982–1987)[17]
  - Sergio Vega, meksykański piosenkarz[18]
  - Adam Zieliński, polski pisarz[19]
- 25 czerwca
  - Zygmunt Król, polski kierownik produkcji filmowej[20]
  - Jarosław Markiewicz, polski malarz i poeta, współzałożyciel Wydawnictwa Przedświt[21]
- 24 czerwca
  - Kazimierz Paździor, polski bokser, mistrz olimpijski[22]
  - Pete Quaife, brytyjski basista grupy The Kinks[23]
  - Leszek Wiktorowicz, polski żeglarz, kapitan żeglugi wielkiej[24]
  - Zbigniew Żakiewicz, polski pisarz[25]
- 23 czerwca
  - Jörg Berger, niemiecki trener piłkarski, selekcjoner reprezentacji NRD[26]
  - Allyn Ferguson, amerykański kompozytor[27]
  - Frank Giering, niemiecki aktor[28]
  - Peter Walker, brytyjski polityk[29]
- 22 czerwca
  - Teresa Jędrak-Lubieniecka, polska lekkoatletka[30]
- 20 czerwca
  - Tadeusz Zygmunt Lachowicz, lekarz, mikrobiolog i chemik
  - Roberto Rosato, włoski piłkarz[31]
- 19 czerwca
  - Manute Bol, sudański koszykarz, zawodnik ligi NBA[32]
  - Tadeusz Gospodarek, polski socjolog, pedagog[33]
- 18 czerwca
  - Marcel Bigeard, francuski generał[34]
  - Waldemar Ciesielczyk, polski szermierz, olimpijczyk[35]
  - Halina Gryglaszewska, polska aktorka[36]
  - José Saramago, portugalski pisarz, laureat Nagrody Nobla w dziedzinie literatury w roku 1998[37]
- 17 czerwca
  - Elżbieta Czyżewska, polska aktorka[38]
  - Andy Ripley, brytyjski rugbysta[39]
- 16 czerwca
  - Marc Bazin, haitański polityk, prezydent i premier Haiti[40]
  - Bill Dixon, amerykański muzyk jazzowy[41]
  - Maureen Forrester, kanadyjska śpiewaczka operowa[42]
  - Ronald Neame, brytyjski reżyser filmowy, producent, operator i scenarzysta[43]
- 15 czerwca
  - Bekim Fehmiu, albański aktor[44]
  - Charles Hickcox, amerykański pływak, mistrz olimpijski[45]
  - Jurij Illienko, ukraiński reżyser i operator filmowy[46]
  - Andrzej Sroka, polski funkcjonariusz służb specjalnych w stopniu pułkownika, kierownik Grupy Operacyjnej „Wisła” w Moskwie (1980–1986)[47][48]
- 14 czerwca
  - Leonid Kizim, rosyjski kosmonauta[49]
  - Michał Pindera, polski pedagog[50]
  - Jaroslav Škarvada, czeski biskup katolicki[51]
- 13 czerwca
  - Jimmy Dean, amerykański piosenkarz country[52]
  - Paweł Rakowski, polski kierownik produkcji i producent filmowy, twórca firmy produkcyjnej „Skorpion Art”[53]
  - Siergiej Trietiakow, rosyjski funkcjonariusz służb specjalnych KGB[54]
- 12 czerwca
  - Tadeusz Hogendorf, polski piłkarz[55]
  - Jerzy Stefan Stawiński, polski prozaik, scenarzysta i reżyser filmów fabularnych, mąż Heleny Amiradżibi-Stawińskiej[56]
- 11 czerwca
  - Henri Cuq, francuski polityk[57]
  - Andrzej Piątkowski, polski szermierz szablista, trzykrotny medalista olimpijski[58]
  - Janko Smole – jugosłowiański polityk i ekonomista, szef Narodowego Banku Jugosławii (1958–1962), przewodniczący Rady Wykonawczej (premier) Socjalistycznej Republiki Słowenii (1965–1967), minister finansów Jugosławii (1967–1974)[59]
- 10 czerwca
  - Danuta Małecka, polski ekspert w dziedzinie hydrogeologii[60]
  - Basil Schott, amerykański duchowny katolicki, arcybiskup, metropolita Pittsburgha[61]
  - Beata Sowińska-Unger, polska dziennikarka, redaktora „Życia Warszawy”, autorka rubryki „Książki Tygodnia”, wieloletnia kierowniczka działu kulturalnego[62]
  - Stanisław Zieliński, polski chemik, specjalista w dziedzinie katalizy i chemii koordynacyjnej[63]
- 9 czerwca
  - Theodore Jaracz, amerykański działacz religijny, członek Ciała Kierowniczego Świadków Jehowy[64]
  - Władysław Paszkowski, polski kierowca rajdowy i kartingowy, inicjator Rajdu Barbórka[65]
  - Marina Siemionowa, rosyjska primabalerina[66]
  - Jerzy Wielkoszyński, polski lekarz specjalizujący się w medycynie sportowej, fizjoterapeuta[67]
  - Ołeksandr Zinczenko, ukraiński polityk[68]
- 8 czerwca
  - Stanisław Pietraszko, polski kulturoznawca[69]
  - Irena Sztachelska, polski lekarz pediatra, działaczka państwowa, posłanka na Sejm PRL[70]
- 7 czerwca
  - Jack Harrison, brytyjski pilot RAF-u, ostatni żyjący uczestnik tzw. „wielkiej ucieczki” ze Stalag Luft III[71]
  - Arsienij Najdionow, rosyjski piłkarz, trener piłkarski[72]
- 6 czerwca
  - Esma Agolli, albańska aktorka[73]
  - Marek Dulinicz, polski historyk[74]
  - Piotr Głażewski, polski trener kadry narodowej kobiet w kajakarstwie[75]
  - Zygmunt Molik, polski aktor[76]
  - Ladislav Smoljak, czeski reżyser filmowy i teatralny[77]
  - Wojciech Szczepiński, polski specjalista w zakresie mechaniki[78]
- 5 czerwca
  - Angus Douglas-Hamilton, brytyjski arystokrata[79]
  - Zdzisław Pachowski – polski dyplomata, funkcjonariusz wywiadu i służb bezpieczeństwa, ambasador w Kambodży (1968–1970) i Maroku (1973–1977)[80]
  - Tony Peluso, amerykański gitarzysta, członek grupy The Carpenters[81]
- 4 czerwca
  - Hennadij Popowycz, ukraiński piłkarz[82]
  - Damazy Szkopiak, polski działacz partyjny i państwowy, wicewojewoda koszaliński (1973–1975)[83]
  - John Wooden, amerykański koszykarz, trener koszykarski[84]
- 3 czerwca
  - Władimir Arnold, rosyjski matematyk[85]
  - Kazimierz Brodowicz, polski specjalista w zakresie aparatury procesowej[86]
  - Frank Evans, amerykański polityk[87]
  - Rue McClanahan, amerykańska aktorka[88]
  - Luigi Padovese, włoski duchowny katolicki, biskup, przewodniczący episkopatu Turcji[89]
- 2 czerwca
  - António Rosa Coutinho, portugalski admirał, gubernator Angoli (1974–1975)[90]
- 1 czerwca
  - Leon Guz, polski dziennikarz[91]
  - Jan Romańczak, polski działacz kombatancki[92]
  - Andrzej Telka, polski samorządowiec i inżynier, prezydent Oświęcimia (1982–1989, 1994–1997)[93]
  - Andriej Wozniesienski, rosyjski architekt, poeta i prozaik[94]